# Anwerbeabkommen zwischen der Bundesrepublik Deutschland und Jugoslawien
Das Anwerbeabkommen zwischen der Bundesrepublik Deutschland und Jugoslawien wurde am 12. Oktober 1968 (Kabinett Kiesinger) unterzeichnet und führte zum Beginn einer jugoslawischen Einwanderung in die Bundesrepublik Deutschland. Die angeworbenen Arbeiter wurden in Deutschland als „Gastarbeiter“ bezeichnet.
Gemäß dem Anwerbeabkommen wurde jugoslawischen Staatsbürgern zur Erzielung von Erwerbseinkommen ein zeitlich unbefristeter Aufenthalt in der Bundesrepublik Deutschland gewährt. Die Anwerbeabkommen mit der BRD wurden auf Initiative der Entsendeländer zum Ausgleich von deren Leistungsbilanzdefizit gegenüber der Bundesrepublik Deutschland geschlossen.
Ähnliche Anwerbeabkommen schloss die Bundesrepublik Deutschland seit 1955 auch mit anderen Staaten. Nach dem Abkommen mit Jugoslawien wurden keine weiteren mehr geschlossen. 1973 wurde vom Kabinett Brandt II die Anwerbung angesichts der Ölkrise gestoppt.